# Pháo đài Sakwowy

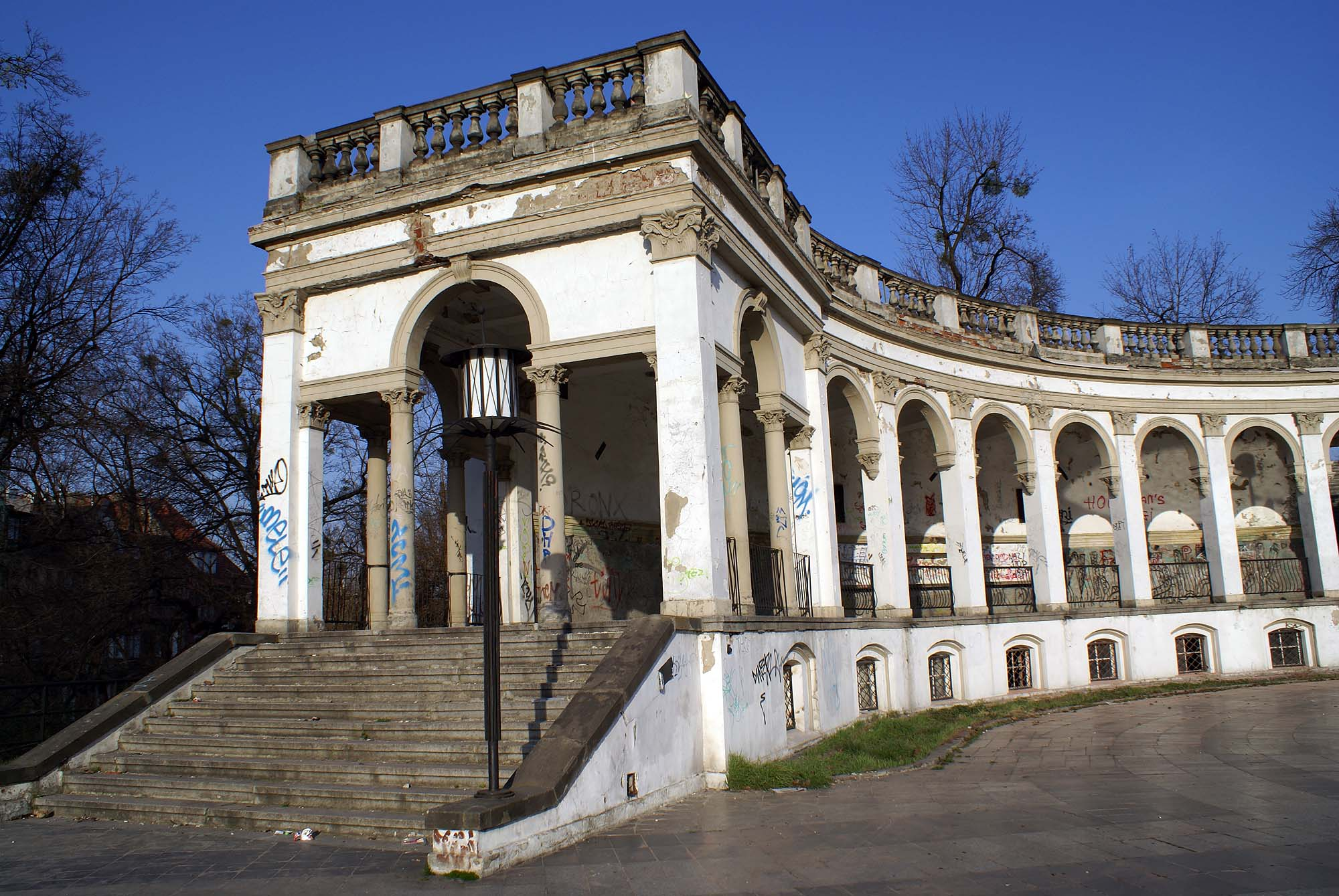
Một góc trên đồi Partyzantów

Pháo đài Sakwowy là một phần thuộc hệ thống bức tường phòng thủ của thành phố Wrocław, vị trí nằm ở phía đông nam của thành phố, được ghi danh là một trong những Di tích được bảo vệ của Ủy ban di sản Quốc gia.

## Lịch sử
Pháo đài Sakwowy được xây dựng vào năm những năm 1866 - 1867 trên ngọn đồi Partyzantów theo kiến trúc tân Phục Hưng của Ý, nó được đặt tại vị trí của cổng Sakwowy trước đây (cổng của thành phố, được xây dựng từ thời Trung Cổ, thiết kế theo kiến trúc của Ý bởi kiến trúc sư Hans Schneider). Pháo đài được trang bị các nòng đại bác, có các phòng trú ẩn cũng như các bức tường phòng thủ.
Sau khi chấm dứt chức năng sử dụng là một pháo đài, nó đã được lên kế hoạch để chuyển đổi thành một tòa thành. Tuy nhiên, cuối cùng pháo đài được đưa vào tuyến đường đi dạo từ trung tâm thành phố đến đồi Sakwowe, cảnh quan tổng thể của pháo đài được thiết kế bởi Johann Friedrich Knorr. Pháo đài lúc này được xem như là một chòi canh, đài quan sát ở trên ngọn đồi, sau này ngọn đồi được đổi tên Liebichs Höhe (đồi Liebich). Trong cuộc bao vây Festung Breslau vào năm 1945, boongke của chỉ huy pháo đài được đặt bên trong công sự của pháo đài cũ. Đồi Liebich sau năm 1945 lần đầu tiên được đổi tên thành "Đồi Miłości", và vào năm 1948 thì đổi tên thành "Đồi Partyzantów". Trong năm 2019, Ủy ban thành phố đã quyết định cấp 8 triệu PLN để cải tạo cảnh quan của đồi Partyzantów.